# StarCraft: Brood War
StarCraft: Brood War è la principale espansione del videogioco strategico in tempo reale fantascientifico StarCraft, pubblicata nel 1998 per Windows e nel 1999 per Mac OS dalla Blizzard Entertainment. Oltre a tre campagne complete per le tre fazioni giocabili di StarCraft, l'espansione aggiunge nuove caratteristiche a ciascuna fazione e molte mappe per schermaglie. Fu molto apprezzata e divenne uno standard per le competizioni professionistiche di StarCraft. La Blizzard ha continuato a sviluppare patch di aggiornamento per Brood War per quasi vent'anni, fino almeno al 2017.
La versione Nintendo 64 di StarCraft, uscita successivamente all'espansione, ha le missioni di Brood War già incluse (richiedono Expansion Pak).

## Trama
Nella cronologia del gioco, la campagna Brood War (traducibile "guerra delle covate") inizia circa un mese dopo la fine del primo videogioco, ovvero nel luglio del 2500.
L'ordine ufficiale delle campagne nell'espansione è Protoss, Terrestri, Zerg, ma non si è obbligati a seguirlo.

### Campagna Protoss
In qualità di Esecutore il compito del giocatore è di riunire ciò che è rimasto del popolo Protoss e salvarlo dalle forze Zerg rimaste dopo la distruzione dell’Unica Mente. Il suggerimento di Zeratul è di spostarsi sul pianeta Shakuras tramite portale dimensionale, cosa che avverrà anche grazie a Fenix e Raynor che copriranno la fuga.
Su Shakuras si fa la conoscenza della Matriarca dei Templari Oscuri, Raszagal, la quale spiega che per eradicare gli Zerg del tutto bisogna usare l’energia di un sacro e vecchissimo Tempio presente su Shakuras, creato dagli Xel'naga, tramite l’ausilio di due particolari cristalli, di cui uno legato all’energia dei Templari Oscuri, mentre l’altro legato a quella dei Templari. Uccisi due Cerebrati a guardia del tempio, appare Sarah Kerrigan che dice a Zeratul che i Cerebrati appena uccisi erano anche suoi nemici e che c’è qualcosa che li minaccia tutti. Su Char alcuni Cerebrati rinnegati, sotto la guida di Daggoth, si sono fusi per formare un'Unica Mente che al momento è allo stato embrionale e dev'essere distrutta prima che maturi. Il Giudicatore Aldaris è contrario a una collaborazione con Kerrigan, ma viene zittito dalla Matriarca. La missione principale rimane comunque trovare i cristalli. Una volta recuperato il primo cristallo sopraggiunge l’Ammiraglio Alexei Stukov del Direttorio della Terra Unita (DTU), per assumere il controllo del Dominio Terrestre e delle Colonie Esterne. Forzato il blocco del DTU, si procede al recupero del secondo cristallo (a scelta del giocatore è possibile invece procedere ad attaccare la nuova Unica Mente per indebolirla). La Matriarca accusa Aldaris di aver dato vita a una ribellione contro i Templari Oscuri, e ordina all’esecutore di trovare Aldaris e ucciderlo. Zeratul avverte che una decisione così forte non è tipica della Matriarca. Trovato Aldaris, questi tenta di spiegare che la Matriarca è stata influenzata da Kerrigan. In quel preciso istante appare Kerrigan stessa, che uccide Aldaris; Zeratul, infuriato, caccia via Kerrigan. La Matriarca ha ripreso il controllo della sua mente e la missione è di portare entrambi i cristalli nell’area del tempio, che nel frattempo si è ripopolata di Zerg. Una volta portato entrambi i cristalli dal tempio verrà sprigionata una fortissima energia che spazzerà gli Zerg da Shakuras.

### Campagna Terrestri
La campagna terrestre inizia in orbita sopra il pianeta Braxis. Il concilio del DTU (Direttorato della Terra Unita) ha tenuto sotto stretta sorveglianza le lontane colonie terrestri, l’avanzata letale degli Zerg e le risposte dei Protoss. Il concilio ha deciso di intervenire per prendere il controllo del settore, devastato dalla guerra, inoltre è venuto a sapere dell’esistenza di una nuova Unica Mente sul pianeta Char, e ha deciso di inviare l’ammiraglio Gerard DuGalle per catturare la creatura. La prima missione è attaccare il Dominio Terrestre e deporre il dittatore Arcturus Mengsk. Durante la missione si farà la conoscenza del tenente Samir Duran delle Forze di Resistenza Confederate, che aiuteranno a portare a termine l’incarico. In seguito su Tarsonis viene scoperta la presenza di un dispositivo noto come “Disgregatore Psionico”, e Duran spiega che il disgregatore è un apparecchio in grado di provocare interferenze fra gli Zerg. Suggerisce anche di distruggerlo per non farlo cadere nelle mani del Dominio, Stukov invece è del parere di recuperarlo per avere vantaggio sugli Zerg. Alla fine viene deciso di distruggerlo.
La fase successiva consiste nell’invasione del pianeta Korhal, pianeta capitale del Dominio con a capo Arcturus Mengsk, la cui superficie è un deserto a causa di bombardamenti nucleari. Distrutto il centro di comando di Mengsk, appare Raynor a sorpresa assieme ad aerei Protoss, che lo salveranno spiegando che per ora Mengsk serve più da vivo che da morto. Intercettati su Aiur, il nuovo ordine è di distruggere il centro di comando del capitano Raynor. Distrutto il centro di comando si avvia un dialogo in cui Stukov avvisa che Mengsk e Raynor stanno provando a fuggire attraverso il portale dimensionale ma subito dopo vengono intercettati da diversi segnali Zerg sulla posizione di Samir Duran. Duran riesce a convincere DuGalle che Stukov è un traditore perché si scopre che il Disgregatore Psionico non è mai stato distrutto. DuGalle crede in Duran il quale ordina al giocatore di trovare Stukov e di ucciderlo, ma Stukov in punto di morte spiega a DuGalle che Samir Duran lavora con gli Zerg. DuGalle, compreso il suo errore ordina la caccia di Duran il quale sparisce e attiva la sequenza di autodistruzione del disgregatore, che viene fortunatamente interrotta. È arrivato il momento di andare su Char per catturare l'Unica Mente e lo sbarco può avvenire grazie al Disgregatore Psionico. Qui si presenta Kerrigan che dice che qualsiasi Zerg ucciso è suo e che farà di tutto per impedire ai Terrestri di creare ulteriori problemi. Il filmato finale del capitolo è una voce televisiva che avvisa dell’occupazione del pianeta Char e della cattura della nuova Unica Mente, anche se tutto ciò è avvenuto con il sacrificio del vice ammiraglio Stukov.

### Campagna Zerg
Le forze del DTU hanno conquistato il pianeta Char e assoggettato le feroci genie della nuova Unica Mente, grazie al Disgregatore Psionico in loro possesso, che annulla il controllo di Kerrigan sulle genie. Kerrigan alleatasi con Fenix, Jim Raynor e Mengsk ha in programma di distruggere il Disgregatore e riprendere il controllo delle sue genie. Durante il Briefing si viene a conoscenza che su Aiur, Jim e Fenix erano stati contattati da Kerrigan la quale spiega che il DTU aveva l’intenzione di prendere il controllo della nuova Unica Mente e che ci sono riusciti. Ora controllano le Genie, il suo obiettivo è di riprenderne il controllo, altrimenti qualora rimangano sotto il controllo del DTU si avventeranno sul settore per fare di tutti degli schiavi. Nel frattempo il segnale del disgregatore psionico ha raggiunto Tarsonis (in mano agli Zerg), dove avviene la prima missione: portare ordine fra i vari alveari, che nel frattempo hanno deciso di attaccarsi l’un l’altro. Risolto il problema, in orbita al pianeta Braxis Kerrigan riesce a ottenere l’aiuto di Mengsk per distruggere il disgregatore e in cambio promette di aiutarlo a riconquistare Korhal. Distrutto il Disgregatore, sia Mengsk che Fenix che Raynor sanno che Kerrigan gli si rivolterà contro, però per ora accettano di collaborare ancora con lei per assaltare Kohral, come promesso a Mengsk. Dopo aver ripreso Kohral, Kerrigan passa alla fase due del suo piano, che consiste nel tradire gli alleati umani e riconquistare Augustgrad, una delle città di Kohral. Subito dopo Raynor giura vendetta, ma ci si dovrà invece difendere nuovamente su Tarsonis in quanto il DTU ha invaso nuovamente il pianeta utilizzando delle Genie e controllandole sul campo. Successivamente avverrà il rapimento della Matriarca Raszagal sul pianeta Shakuras perché Kerrigan vuole ottenere la collaborazione di Zeratul per uccidere su Char la nuova Unica Mente, con la promessa che la Matriarca sarà lasciata libera. Una volta uccisa la nuova Unica Mente, Raszagal, oramai con la mente corrotta da Kerrigan stessa dice di non voler tornare alla tribù e spiega a Zeratul che l’aveva già influenzata prima del suo arrivo su Shakuras. Zeratul cerca di portare via la Matriarca in una cella di stasi, ma gli zerg distruggono la base protoss e Zeratul si trova costretto a uccidere lui stesso la Matriarca. Kerrigan, sorpresa dell’azione, lascia Zeratul in vita dicendo di aver già preso il suo onore.
Se il giocatore riuscirà a completare la missione, distruggendo tutti gli edifici protoss entro 25 minuti, avrà modo di accedere ad una missione segreta. Dopo la disfatta del suo popolo, Zeratul con i pochi seguaci rimasti si ritrova ad indagare su delle strane emissioni Protoss provenienti da una piccola luna ghiacciata. Arrivato sul posto trova un laboratorio gestito da una misteriosa organizzazione umana che attua degli esperimenti su Protoss e Zerg. Con orrore il prelato oscuro scopre una verità terrificante: gli umani hanno creato degli ibridi Protoss/Zerg. A questo punto fa la sua comparsa il famigerato Samir Duran, il quale fa intendere dai suoi discorsi di appartenere a una specie antichissima che ha avuto molti nomi nei millenni, riferendosi agli Xel'Naga. Egli è il servitore di un potere antico quanto l'universo e questi orrendi esseri, sparsi su centinaia di mondi, sono il risultato di un complotto durato eoni. Il Protoss non ha modo di fermare questa imminente apocalisse e quindi fugge con la consapevolezza della fine imminente del mondo.
Tale rivelazione sarà il tema centrale di Starcraft 2 e Zeratul avrà un ruolo importante in tale capitolo.
La battaglia finale è fra Mengsk, Artanis e DuGalle contro Kerrigan sul pianeta Char. Nonostante tutto Kerrigan riesce a difendersi, DuGalle accetta la resa e chiede che i suoi uomini vengano risparmiati. Kerrigan invece dà la caccia a tutte le navi del DTU prima che facciano ritorno sulla Terra, e in seguito si ritira su Char avvertendo che c’è una grave minaccia che incombe su tutti, Du Galle si suicida, Zeratul e Raynor si separano dagli altri e non si ha più notizie di loro, Mengsk si ritira su Kohral per pianificare la rinascita del Dominio Terrestre. I protoss infine si ritirano su Shakuras per ricostruire la loro civiltà.

## Modalità di gioco
Il funzionamento generale rimane lo stesso di StarCraft. L'espansione aggiunge un totale di 24 livelli nelle tre campagne, 100 mappe per le schermaglie, tre ambientazioni grafiche, e sei nuove unità, due per ciascuna fazione. Tra queste il medico terrestre in grado di curare la fanteria, il divoratore zerg che è una potente unità aerea, e il templare oscuro protoss in grado di far cambiare schieramento alle unità nemiche. Le nuove unità sono progettate per compensare i punti deboli di ciascuna fazione; per mantenere il bilanciamento complessivo, sono stati modificati anche alcuni parametri delle unità esistenti.